# (7769) Okuni
Pour les articles homonymes, voir Okuni (homonymie).
(7769) Okuni est un astéroïde de la ceinture principale.

## Description
(7769) Okuni est un astéroïde de la ceinture principale. Il fut découvert le 4 novembre 1991 à Kiyosato par Satoru Ōtomo. Il présente une orbite caractérisée par un demi-grand axe de 2,44 UA, une excentricité de 0,15 et une inclinaison de 7,1° par rapport à l'écliptique.

## Compléments